# 29642 Archiekong
A 29642 Archiekong (ideiglenes jelöléssel (29642) 1998 VY27) a Naprendszer kisbolygóövében található aszteroida. A LINEAR projekt keretében fedezték fel 1998. november 10-én.